# Casey Costello

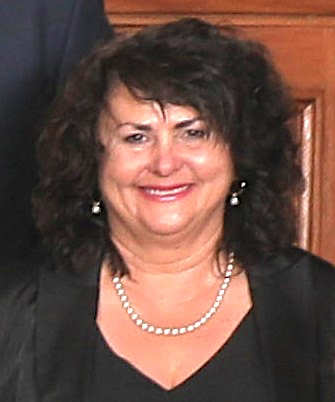
Karen Costello (2023)

Cassandra Jane Costello (* 1966 in Neuseeland) ist eine neuseeländische Politikerin der Partei New Zealand First.

## Leben
Costello wurde 1966 in Neuseeland geboren. Sie hat fünf Geschwister. Ihr Vater war John Costello, der 2018 verstarb und ihre Mutter ist Maryann Costello.
Sie ist stolz darauf, ihrer Aussage nach eine Māori zu sein, auch wenn neben ihrer Abstammung von dem Iwi der Ngapuhi sie Irisch-Englische Wurzeln hat. Doch sie betont auch immer wieder, in aller erster Linie eine Neuseeländerin zu sein.

## Berufliche Karriere
Costello arbeitete nach der Schulausbildung zunächst in einer Eisdiele und in verschiedenen anderen Bereichen, bis sie sich im Alter von 20 Jahren entschloss, zur Polizei zu gehen, wo sie sich bis zum Detective Sergeant hinaufarbeitete. Sie war 14 Jahre bei der Polizei und hauptsächlich im Süden von Auckland tätig. Während ihrer Zeit bei der Polizei übernahm sie auch die Position der Vizepräsidentin der New Zealand Police Association.
Nach ihrem Verlassen der New Zealand Police arbeitete sie als Geschäftsführerin eines Gebäudedienstleistungsunternehmens.
Von 2016 an war sie Sprecherin der Organisation Hobson’s Pledge, die sich auf das Versprechen von Gouverneur William Hobson bezieht, der bei der Unterzeichnung des Treaty of Waitangi versprach, dass alle Neuseeländer vor der Krone und dem Gesetz gleich wären. Costello war Gründungsmitglied der Organisation.

## Politische Karriere
Costello kandidierte 2023 zur Nachwahl im Wahlbezirk Port Waikato für einen Sitz im Neuseeländischen Parlament, konnte aber mit 15,17 % der Wählerstimmen lediglich den zweiten Platz erreichen.
Im selben Jahr verlor Labour ihre Regierungsmehrheit und mit dem guten Abschneiden der National Party konnte Christopher Luxon mit seiner Partei über eine Drei-Parteien-Koalition eine Regierung bilden, deren Teil New Zealand First wurde.

### Ministerämter in der Regierung Luxon
Mit der Regierungsbildung vom 27. November 2023 übernahm Costello folgende Ministerämter:
| Minister                          | vom               | bis     |
| --------------------------------- | ----------------- | ------- |
| Minister of Customs               | 27. November 2023 | aktuell |
| Minister for Seniors              | 27. November 2023 | aktuell |
| Associate Minister of Health      | 27. November 2023 | aktuell |
| Associate Minister of Immigration | 27. November 2023 | aktuell |
| Associate Minister of Police      | 27. November 2023 | aktuell |

Quelle: Department of the Prime Minister and Cabinet